# Id al-adha

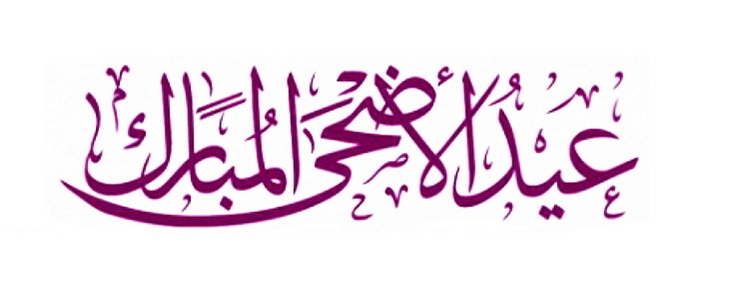
Id al-adha på arabiska.

Id al-adha (arabiska: عيد الأضحى ʿīd al-aḍḥā, turkiska: Kurban Bayramı; malajiska: Hari Raya Korban; persiska: عید قربان `īd-e qorbān, urdu: بقر عید baqr `īd) eller eid al-adha, också kallad för offerhögtiden, stora id eller bakr-id, är en av de två islamska högtidsfester som firas av muslimer över hela världen och som baserar sig på Koranen. Muslimer och druser firar den till minne av Ibrahims (Abrahams) villighet att offra sin son enligt Guds order (se Koranen och Gamla Testamentet). Liksom id al-fitr börjar id al-adha med en kort bön följd av en predikan (khutba). 
Id al-adha firas årligen och infaller på den 10:de dagen i månaden dhu-l-hijja (ذو الحجة) enligt den islamska månkalendern och ungefär 70 dagar efter slutet av månaden ramadan. Festligheterna pågår i två eller tre dagar beroende på land. Id al-adha infaller dagen efter pilgrimerna är klara med hajj, den årliga vallfärden till Mecka i Saudiarabien av muslimer från hela världen.
Under högtiden offras ett djur som slaktas och vars kött skänks till de fattiga. 
Id al-adha föregås årligen av Arafadagen (arabiska: يوم عرفة) som infaller dagen före id al-adha, på den 9:de dagen i månaden dhu-l-hijja. Det är en dag som skall ägnas åt bön  och fasta.

## Traditioner och utövande

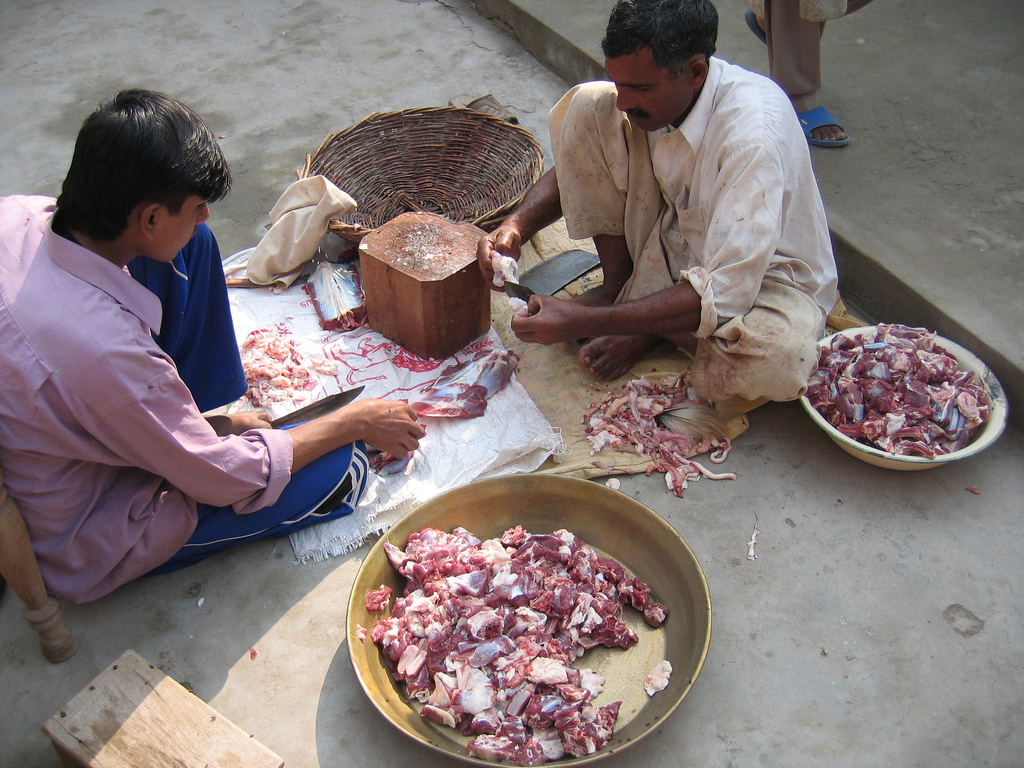
Utdelning av kött från ett rituellt offrat djur till fattiga i Pakistan under id-al-adha-högtiden.

Män, kvinnor och barn förväntas klä sig i sina finaste kläder och utföra idbönen i en moské. Muslimer som har råd offrar nötkreatur (men även kamel, get och får förekommer som offerdjur) som en symbol på deras tro på att Abraham var villig att offra sin son, något som enligt tron inte skedde då Gud bytte ut sonen mot en bagge. Offerdjuret måste klara vissa ålders- och kvalitetsstandarder, annars betraktas djuret som oacceptabelt för offer. Vanligtvis måste det vara åtminstone ett år gammalt. Enligt Koranen skall en stor del av köttet skänkas till de fattiga och hungriga, så att alla kan delta i festen, som hålls under id al-adha. Det återstående tillagas till familjefirandet där släktingar och vänner bjuds. Under högtiden påminns även muslimerna om att dela med sig av sitt överflöd till dem som har mindre (se även zakat).
Den vanligaste välgörenheten i det muslimska samhället under id al-adha är att försöka se till att ingen fattig muslim lämnas utan mat från offerdjuren under dessa dagar. Människorna skall försonas med varandra under denna dag, främst med sina föräldrar, därefter med sina övriga familjemedlemmar och sina vänner.
Id al-adha infaller alltid under samma dag enligt den islamska kalendern. Datumet varierar från år till år i jämförelse med den gregorianska kalendern, eftersom den islamiska kalendern följer månens cykler och den gregorianska följer solens cykel. Detta gör att året enligt den islamiska tideräkningen är ungefär elva dagar kortare än året enligt gregorianska kalendern. 

## Tidpunkt
Följande lista visar när id al-adha har inträffat och förväntas komma att inträffa i Saudiarabien:
- år 1433 A.H.: 26 oktober 2012
- år 1434  A.H.: 15 oktober 2013
- år 1435  A.H.:  4 oktober 2014
- år 1436  A.H.: 24 september 2015
- år 1437  A.H.: 12 september 2016
- år 1438  A.H.:  1 september 2017
- år 1439  A.H.: 21 augusti 2018
- år 1440  A.H.: 11 augusti 2019
- år 1441  A.H.: 31 juli 2020 (beräknat)
- år 1442  A.H.: 20 juli 2021 (beräknat)